# Avenida Rhode Island–Brentwood (Metro de Washington)
Avenida Rhode Island es una estación en la línea Roja del Metro de Washington, administrada por la Autoridad de Tránsito del Área Metropolitana de Washington. La estación se encuentra localizada en 919 Rhode Island Avenue NE en Washington D. C.. La estación Avenida Rhode Island fue inaugurada el 27 de marzo de 1976. 

## Descripción
La estación Avenida Rhode Island cuenta con 1 plataforma central. La estación también cuenta con 0 de espacios de aparcamiento y 12 espacios para bicicletas con 0 casilleros.

## Conexiones
La estación cuenta con las siguientes conexiones de autobuses: 
- Rutas del MetroBus